# Centro Sport Inca
El Centro Sport Inca fou un club de futbol peruà de la ciutat de Lima.
El club va ser fundat al districte de Rímac per treballadors de la fàbrica de teixits Inca Cotton Mill. Fou un dels clubs fundadors de la lliga peruana de futbol, jugant a primera divisió entre 1912 i 1921, guanyant el campionat de 1920.
El club desaparegué l'any 1992.

## Palmarès
- Lliga peruana de futbol: 
  - 1920